# Jiří Litzman
Jiří Litzman (* 11. dubna 1958) je český klinický imunolog, přednosta Ústavu klinické imunologie a alergologie Fakultní nemocnice u sv. Anny v Brně. Vyučuje na Masarykově univerzitě v Brně. Je předním specialistou na problematiku vrozených defektů imunity.